# Цховребов, Казбулат Иналович
Казбулат Иналович Цховребов (род. 16 января 1980, Цхинвали) — югоосетинский политик, министр иностранных дел Республики Южная Осетия (2015—2016).

## Биография
Родился 16 января 1980 года в Цхинвале.
В 1996 году окончил гимназию № 5 во Владикавказе, где был победителем конкурса «Выпускник года».
С 1998 по 2003 год обучался на отделении международного торгового права на международно-правовом факультете в Московском Государственном Институте Международных Отношений МИД РФ, где получил диплом с отличием по специальности юрист-международник со знанием иностранных языков (направление «юриспруденция»).
С 2002 по 2007 год работал юристом ОАО «ОЗАТЭ» во Владикавказе. С 2007 по 2009 год — юрист ООО «САНРАЙЗ» в Москве.
С 2009 года назначен заместителем министра иностранных дел Республики Южная Осетия.
9 июля 2015 Указом Президента Республики Южная Осетия Л. Х. Тибилова назначен на должность Министра иностранных дел Республики Южная Осетия.
21 апреля 2016 года ушел в отставку с поста министра иностранных дел Республики Южная Осетия.
На 2010 год был холост. Владеет осетинским, русским, английским и французским языками.